# Амфибийная бригада быстрого реагирования
Амфибийная бригада быстрого реагирования (яп. 水陸機動団 суйрикукидодан) — элитное соединение морской пехоты сухопутных частей Сил самообороны Японии. Включает в свой состав бывший Пехотный полк Западной армии, который был предназначен для выполнения амфибийных операций в составе сухопутных войск.

## История

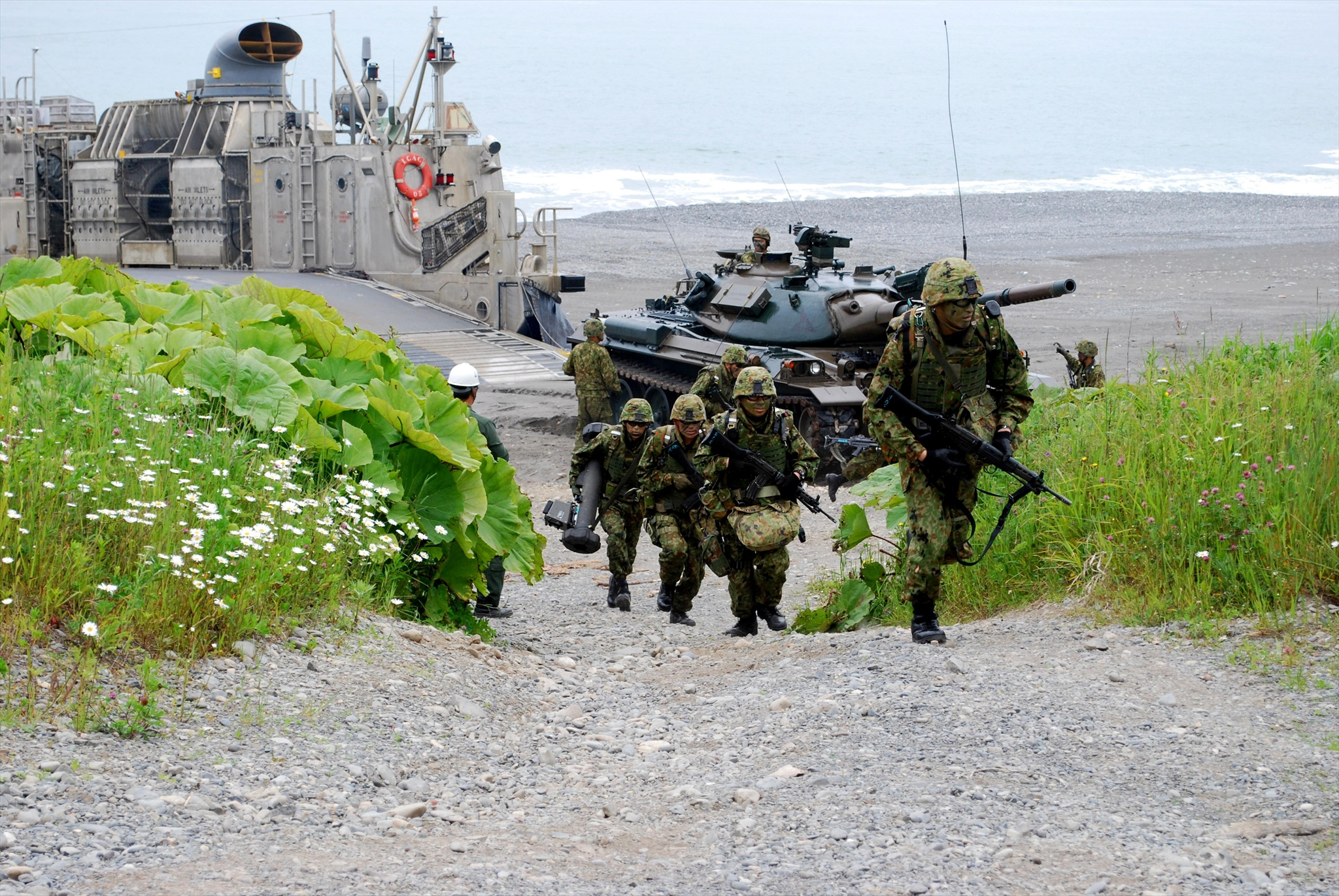
Бойцы 6-й дивизии на учениях по применению десантного катера типа LCAC, 2012 год

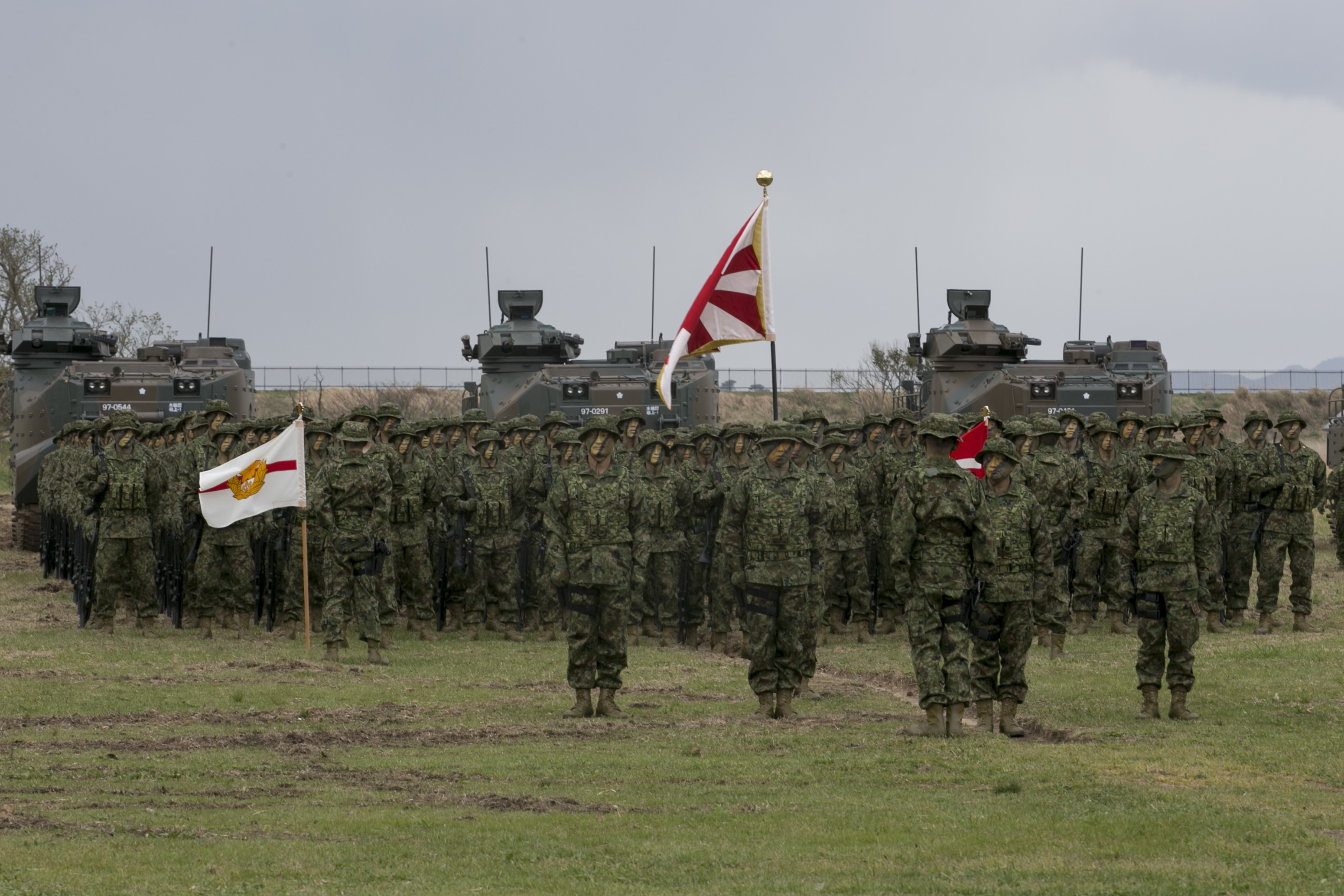
Церемония формирования бригады

Япония приступила к формированию подразделения в свете событий вокруг споров относительно островов Сенкаку. Бригада будет предназначена для ведения амфибийных операций и восстановление контроля над любым японским островом в случае его захвата противником.

## Структура
Структура бригады:
- штаб бригады
- 1-й амфибийный полк быстрого реагирования[англ.] (лагерь Аинура)[2]
- 2-й амфибийный полк быстрого развертывания (лагерь Аинура)[2]
- 3-й амфибийный полк быстрого развертывания (в планах)
- артиллерийский дивизион
- разведывательный батальон
- инженерный батальон
- десантно-штурмовой батальон
- батальон логистической поддержки
- рота связи
- центр десантной подготовки

## Командование

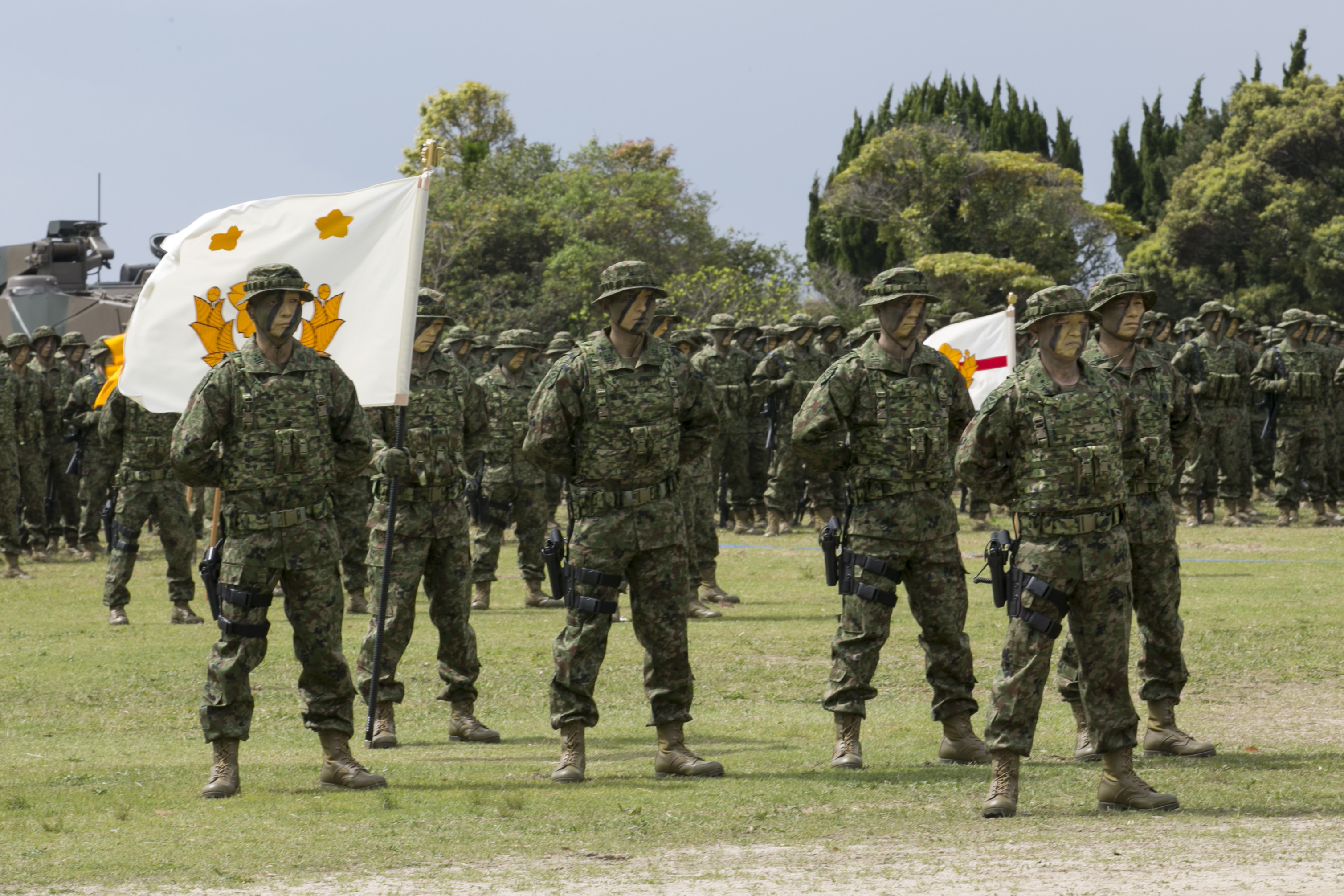
Генерал-майор Синити Аоки

| Имя                            | Звание        | Годы службы                       | Предыдущая должность                                                 | Последующая должность                                                                                                   |
| ------------------------------ | ------------- | --------------------------------- | -------------------------------------------------------------------- | --- |
| Синити Аоки (яп. 青木伸一)     | генерал-майор | 27 марта 2018 — 19 декабря 2019   | Заместитель начальника штаба Западной армии                          | Заместитель директора школы сухопутных сил самообороны Японии в Фудзи, директор кооперативного профессионального центра |
| Таканори Хината (яп. 平田隆則) | генерал-майор | 20 декабря 2019 — 21 декабря 2021 | Заместитель начальника штаба Западной армии                          | В отставке |
| Синго Насиноки (яп. 梨木信吾)  | генерал-майор | 22 декабря 2021 — н.в.            | Начальник отдела планирования при Объединённом штабе Сил самообороны | |

## Оснащение

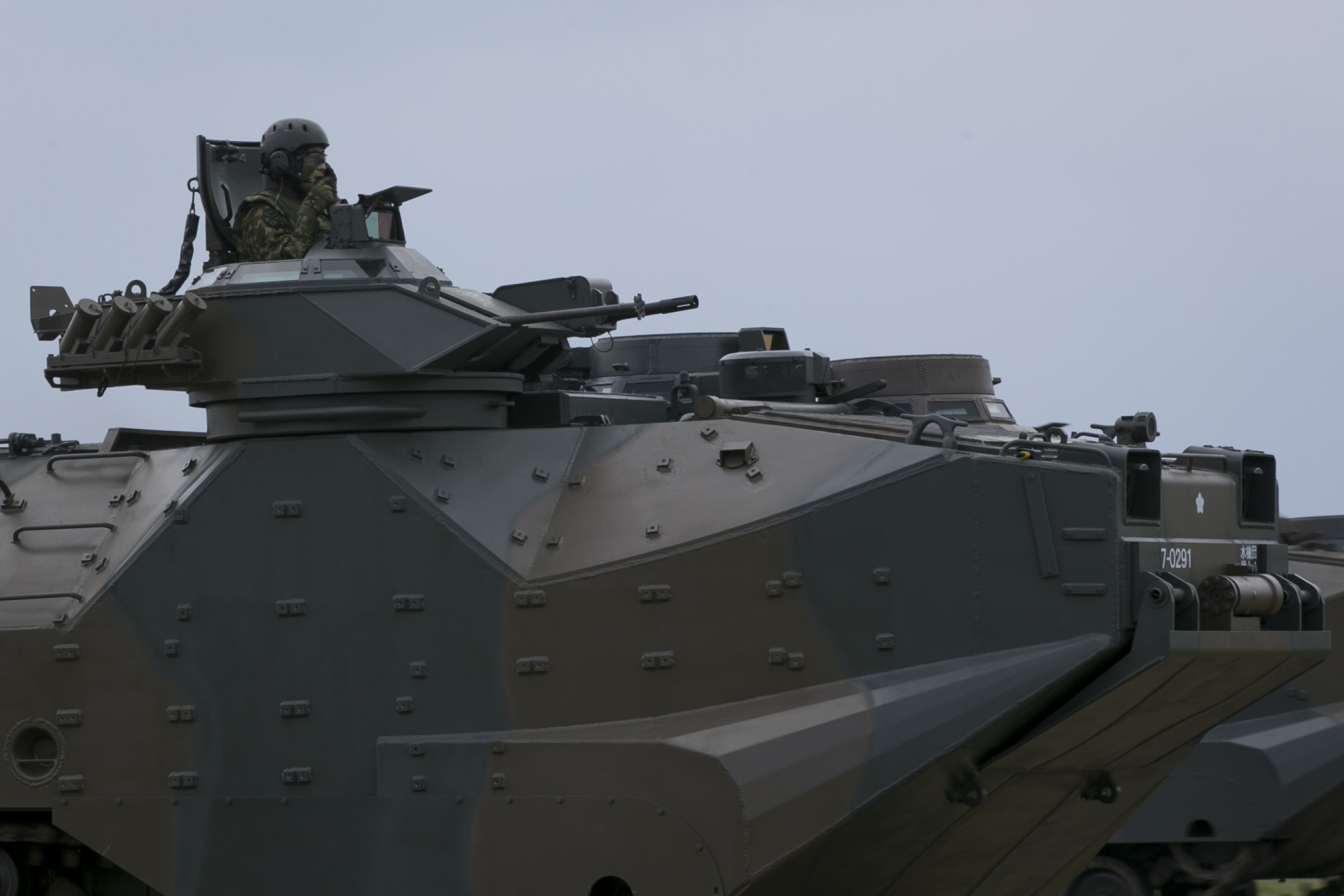
Атакующая плавающая машина AAV7 в составе бригады

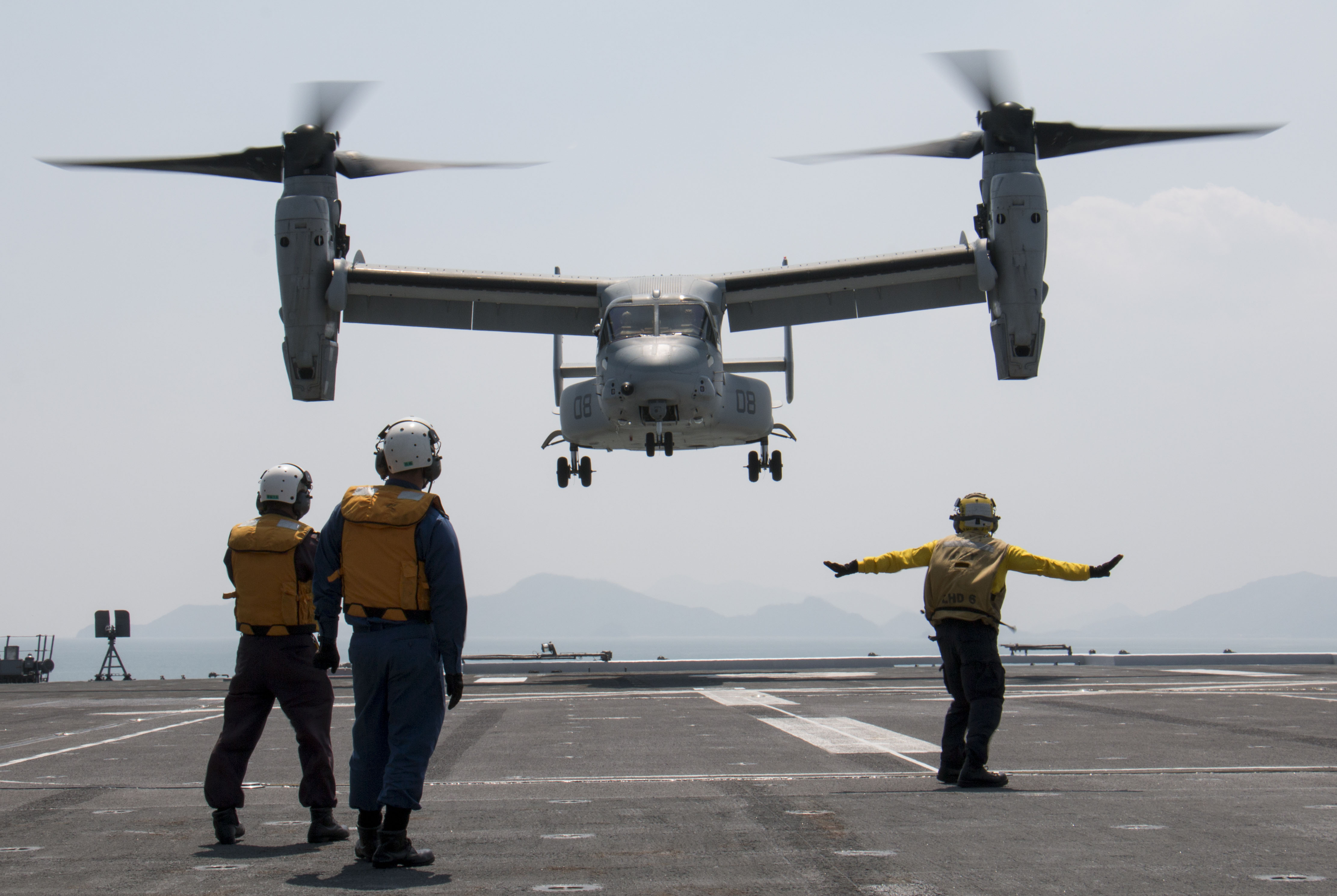
Конвертоплан MV-22B Osprey на совместных учениях с Корпусом морской пехоты США

Стрелковое оружие
- Гранатомёт Carl Gustaf m/48
- ПТУР MMPM[англ.]
- Миномёт Hirtenberger M6C-210
- Миномёт L16
- Миномет M120 RT
- Ручной пулемет Minimi 5.56 mm
- Ручной пулемёт FN MAG[12][13]
- Штурмовая винтовка Howa Type 20[14]
- Штурмовая винтовка Howa Type 89
- Снайперская винтовка M24 SWS
- Пистолет-пулемёт Minebea PM-9

Техника
- Атакующая плавающая машина AAV7A1 RAM/RS[15]
- конвертоплан Bell Boeing V-22 Osprey MV-22B[15]
- лодка Combat Rubber Raiding Craft[англ.]
- легкий внедорожник Mitsubishi Type 73
- бронеавтомобиль Komatsu LAV
- грузовик Toyota Type 73 Medium Truck

## Ссылка
- 水陸機動団 — 防衛省
- В Японії відновили морську піхоту (укр.). Мілітарний[укр.] (7 апреля 2018). Дата обращения: 8 апреля 2018.
- В Японії створили перший підрозділ морської піхоти з часів Другої світової (укр.). Military Navigator (7 апреля 2018). Дата обращения: 9 апреля 2018. Архивировано 9 апреля 2018 года.